# Szachar
Szachar (hebr.: שחר) – moszaw położony w samorządzie regionu Lachisz, w Dystrykcie Południowym, w Izraelu.
Leży na pograniczu północno-zachodniej części pustyni Negew i Szefeli, w odległości 3 km na zachód od miasta Kirjat Gat.

## Historia
Moszaw został założony w 1955 przez imigrantów z Indii i Afryki Północnej.

## Gospodarka
Gospodarka moszawu opiera się na intensywnym rolnictwie i uprawach w szklarniach.